# Deleni (Constanța)
Deleni is een Roemeense gemeente in het district Constanța.
Deleni telt 2428 inwoners.